# DaY-már
DaY-már, de son vrai nom Dågmar Otto (née le 24 mai 1984 à Doetinchem) est une productrice et DJ de techno hardcore néerlandaise. Elle est également cousine avec la chanteuse du groupe néerlandais de metal symphonique Delain, Charlotte Wessels.
Elle a participé aux plus grands événements musicaux du domaine hardcore tels que Masters of Hardcore, Thunderdome, Nature One, et Syndicate en tant que disc jockey.

## Biographie
À l'âge de 15 ans, Dågmar s'intéresse de plus près de la musique électronique et EDM. Deux ans plus tard, elle commence sa carrière avec son propre matériel et ses quelques connaissances en la matière. Ses premières productions telles que Hear DaY-mar Whistle, Fucking Motherfucking Slit, Time Is on My Side et Bedtime Story la font connaître sur la scène gabber. Elle est souvent vêtue de noir et possède un look gothique.
En février 2005, le label Masters of Hardcore contacte Day Mar. Il lui propose de participer au prochain événement MOH en tant que DJ. Dès lors, Day Mar signe et devient une artiste du label Masters of Hardcore. Elle gagne en popularité avec son titre Embrace the Night, hymne officiel de l'événement Masters of Hardcore 2006, puis lors de ses tournées à travers l'Europe, traversant les Pays-Bas, l'Allemagne, la Belgique, la France, l'Italie, l'Espagne et le Royaume-Uni. Les autres événements musicaux notables auxquels Day Mar participe incluent Dominator, Nightmare Outdoor, Hellbound - Dead By Dawn, Intoxicated et Hardcore Junky IV. En 2009, elle s'associe à Unexist pour l'enregistrement de l'hymne officiel de Thunderdome - Fight Night.
Le 20 juin 2013, elle participe à l'édition The Hardcore Festival - Carnival of Doom du festival Dominator ; le live est enregistré et publié en format CD accueilli par une note de 81 % sur Partyflock. Ce sera d'ailleurs, sa dernière apparition sur la mainstage de ce festival. Au début de 2016, DaY-már effectue un set avec Unexist au festival Masters of Hardcore – Raiders of Rampage. Elle sortira aussi quelques morceaux, comme Luxury en Mars 2016. Cette même année, elle s'associe à Icha Abbassi (DJ Icha) pour former le groupe Black Flowers et publier un EP au sein de Neophyte Records. À partir de 2017, ses productions se font plus rares. Malgré cela, elle continue de livrer des sets à travers l'Europe. En 2018, Elle participe à l'édition Wrath of Warlords du Dominator. Enceinte à ce moment la, elle donne naissance à une fille quelques mois plus tard[réf. nécessaire]. En 2019, Elle participe à l'édition Vault of Violence de Masters of Hardcore, pour y livrer un set de millenium hardcore sur la scène The Raid.
Elle est bookée au Masters of Hardcore 2020, qui se déroule finalement en 2022 en raison de la pandémie de Covid-19, à l'occasion des 25 ans du festival. En juillet 2022, elle publie son single Touch It.